# 栗翅斑伞鸟
栗翅斑伞鸟（Laniocera hypopyrra）又称烟灰悲雀，是斑傘鳥屬的一種鳥類。此鸟类主要生活在南美洲等地区。为了躲避扑食它的动物，它会伪装成当地有毒毛毛虫，使得扑食者不敢接近。科学家在2012年才真正了解栗翅斑伞鸟伪装能力。

## 外形特征
栗翅斑伞鸟大约有二十至二十一厘米长，平均体重为四十六克左右。灰羽；也有棕色的色调，在棕色或橙色之间。

## 分布
栗翅斑伞鸟主要分布在玻利维亚、巴西、哥伦比亚、厄瓜多尔、法属地圭亚那、秘鲁、苏里南和委内瑞拉。
在亚马逊河和奥里诺科河流域，包括哥伦比亚东南部、委内瑞拉南部和东部(北部到苏克雷东南部)、圭亚那、厄瓜多尔、秘鲁、玻利维亚北部和巴西亚马逊河；在巴迪亚东南部它一个孤立的种类。

## 生活习性
为了保证幼鸟安全，它们不断的改良自己的习性。成鸟每小时只会给幼鸟喂食一次，这样做是为减少暴露自己。幼鸟不会向成鸟乞食，也无法辨认来者是父母还是掠食者。这样的策略可以提高幼鸟在出生二十天内存活率，之后幼鸟便能独自生存下去。
直到2012年才被科学家发现，它神奇伪装的行为以前无人知晓。